# Ґудзик Ірина Пилипівна
Ґудзик Ірина Пилипівна (9 грудня 1940 р., с. Олександрівка Олександрівського району Донецької області — 24 жовтня 2009 р., Київ) — українська науковиця, доктор педагогічних наук, авторка понад 200 наукових праць, авторка підручників для школи.

## Біографія[2][3]
Народилася 9 грудня 1940 року в Донецькій області.
1957 р. — закінчила Донецьку середню школу № 22 з золотою медаллю.
1957—1962 рр. — навчалася на російському відділенні історико-філологічного факультету Донецького державного педагогічного інституту.
1962—1964 рр. — працювала вчителем української і російської мов у школах № 35, № 5 м. Донецька.
1972—1975 рр. — навчалася в аспірантурі НДІ педагогіки УРСР.
19 квітня 2977 р. захистила кандидатську дисертацію «Синтагматичний аналіз речень як засіб навчання виразному читанню».
1975 (жовтень) — 1978 (листопад) — асистент, доцент Житомирського державного педагогічного інститут імені Івана Франка.
1977 р. (грудень) — отримала вчене звання доцента.
1978—1995 рр. — НДІ педагогіки, старша наукова співробітниця лабораторії початкового навчання.
1995—2009 рр. — НДІ педагогіки, завідувачка лабораторії навчання російської мови та мов інших етнічних меншин.
2008 р. — захистила докторську дисертацію «Компетентнісно орієнтоване навчання російської мови у початкових класах (у школах з українською мовою навчання)» [Архівовано 9 вересня 2019 у Wayback Machine.].
2008 р. — голова робочої групи з розроблення галузевої Програми поліпшення навчання української мови у загальноосвітніх навчальних закладах з навчанням мовами національних меншин Міністерства освіти і науки України.
Померла 24 жовтня 2009 року, похована у Києві на Байковому кладовищі.

## Родина
Сестра — Ґудзик Клара Пилипівна — журналістка.

## Наукові інтереси
- В центрі наукових інтересів Ґудзик І. П. — проблеми початкового навчання російської мови (другої), зокрема питання філософії освіти та компетентнісного підходу до визначення мети навчання[5]
- Сутність компетентнісно орієнтованого навчання мови науковиця вбачала в його спрямованості на формування в учнів умінь самостійно працювати над навчальним завданням та досягати взаєморозуміння і взаємодії з однокласниками в навчальній діяльності[5].
- В навчанні мови надавала перевагу мовленнєвій роботі (розвитку всіх видів мовленнєвої діяльності), регулярному застосуванню колективних завдань (роботі у парах та групах)[5].
- Розробила систему методів навчання мови, визначальним методом для досягнення учнями комунікативної компетенції вважала метод комунікативного застосування мови[5].
- Вперше застосувала компетентнісно-діяльнісний підхід для визначення змісту навчання у шкільних програмах[5].
- Велику увагу приділяла характеристиці і розробці компетентнісно орієнтованих підручників для навчання мов етнічних меншин в школах з українською мовою навчання. Розробила і впровадила у власних підручниках для початкової школи методику роботи з реалізації мовленнєвої, мовної і соціокультурної змістових ліній навчання російської мови[5].

## Нагороди
- Почесна грамота Кабінета Міністрів України[5]

## Наукова школа
Під керівництвом І. П. Гудзик захищено 8 дисертацій на здобуття наукового ступеня кандидата педагогічних наук:
- Лапшина І. М. Формування орфографічних навичок на початковому етапі навчання російського правопису в українській школі (1992).
- Потапова Т. О. Особливості засвоєння баготозначності слів молодшими школярами (1992);
- Андрієвська Г. О. Засвоєння російської фразеології молодшими школярами в умовах навчання споріднених мов (1993);
- Зорька Н. М. Формування у учнів початкових класів орфографічної грамотності при навчанні російської мови як другої (2004);
- Дороз В. Ф. Лінгвокультурологічний підхід до вивчення української лексики в 5-6 клас шкіл з російською мовою навчання (2005);
- Анафієва Е. Р. формування орфоепічних навичок українського мовлення першокласників в зіставленні з російським і кримськотатарським (2006);
- Асанова Л. Н. Розвиток вміння говорити кримськотатарською мовою у першокласників шкіл с російською мовою навчання (2009);
- Бакуліна Н. В. Формування усного мовлення першокласників у процесі навчання мови іврит у школах України (2012).

## Основні праці

### Монографія
- Гудзик И. Ф. Компетентностно ориентированное обучение русскому языку в начальных классах (в школах с украинским языком обучения). — Черновцы: Букрек, 2007. — 496 с.

### Навчальні програми, підручники та посібники
- Програми для середньої загальноосвітньої школи. 1-4 класи / И.Гудзик. Русский язык. — К.: Початкова школа, 2006. — 430 с. — С. 117—160. — Затверджено Міністерством освіти і науки України (наказ № 469 від 20.06.2006 р.).
- Контроль та оцінювання навчальних досягнень учнів початкової школи: Методичні рекомендації / Гудзик І. П. Мови національних меншин (друга мова). — К.: Початкова школа, 2002. — 126 с. — С. 62-87. — Рекомендовано Міністерством освіти і науки України (лист Міністерства освіти і науки України від 30.08.2002 за № 1/11–2927).
- Русский язык: Учебник для 2 класса общеобразовательных учебных заведений с украинским языком обучения / Гудзик И. Ф., Гурская В. В. — К.: Освіта, 2004.– 96 с. — Рекомендовано Міністерством освіти і науки України (лист Міністерства освіти і науки України № 1/11– 1200 від 12.04.02).
- Русский язык: Учебник для 3 класса общеобразовательных учебных заведений с украинским языком обучения / Гудзик И. Ф., Гурская В. В. — К.: Освіта, 2004.– 144 с. — Рекомендовано Міністерством освіти і науки України (лист Міністерства освіти і науки України № 1/11– 461 от 10.02.03).
- Русский язык: Учебник для 4 класса общеобразовательных учебных заведений с украинским языком обучения. — К.: Освіта, 2004.– 160 с. — Рекомендовано Міністерством освіти і науки України (лист Міністерства освіти і науки України № 1/12– 5235 от 25.12.03).
- Словарь русского языка в картинках / Живицкая Л. В., Гудзик И. Ф. — К.: Рад. школа, 1988. — 512 с. — Рекомендовано Головним управлінням шкіл Міністерства освіти УРСР.
- Розвиток навички читання: Методичні рекомендації. — К.: Освіта, 1993. — 96 с. — Рекомендовано Міністерством освіти України.
- Аудіювання на уроках української мови. Навчаємось слухати і розуміти почути: Посібник для вчителів початкових класів. — Чернівці: Букрек, 2005. –208 с. — Рекомендовано Міністерством освіти і науки України (лист № 1/11-6584 від 23.12.2004).
- Українське слово: дидактичні матеріали з розвитку мовлення / І. П. Гудзик ; Міжнародний фонд «Відродження». — К. : Освіта, 1996. — 144 с. — (Трансформація гуманітарної освіти в Україні). — ISBN 5-330-03123-0
- Українське слово: Дидактичні матеріали з розвитку мовлення. — 2-е вид. — К.: Освіта, 1998. — 144 с. — Допущено Міністерством освіти України (Лист № 1/12–1354 від 30.05.1995 р.)
- Жайворонок: підручник з укр. мовлення для 1 кл. шк. з рум. (молд.) мовою навч. / І. П. Гудзик [та ін]. — К. : Освіта, 1997. — 190 с. — ISBN 966-04-0045-4
- Почитаймо, пограймося! : книжка для читання з вправами і завданнями / І. П. Гудзик. — К. : Освіта, 1997. — 192 с. — ISBN 966-04-0109-4
- Українське слово: дидактичні матеріали з розвитку мовлення / І. П. Гудзик. — 2.вид. — К. : Освіта, 1998. — 143 с. — ISBN 966-04-0158-2
- Изучение русского языка в 1 классе школ с украинским языком обучения / И. Ф. Гудзик, И. А. Устименко. — К. : Радянська школа, 1984.
- Родник: кн. по чтению для 3 кл. четырехлетней и 2 кл. трехлетней нач. шк. с рус. яз. обучения / И. Ф. Гудзик. — К. : Освіта, 1995. — 288 с.: ил. — ISBN 5-330-02908-2
- Волшебное зеркало: кн. для чтения для 4 кл. четырехлет. и 3 кл. трехлет. нач.шк. с рус.яз. обучения / И. Ф. Гудзик. — К. : Освіта, 1996. — 287 с. — ISBN 5-330-03056-0
- Русский язык: учеб. для 4 кл. общеобразоват. учеб. заведений с укр. яз. обучения / И. Ф. Гудзик. — 2-е изд. — К. : Освіта, 2006. — 160 с. : ил. — 35000 прим. — ISBN 966-04-0317-8

### Статті у фахових наукових журналах та збірниках наукових праць
- Навчання письма російською мовою // Початкова школа. — 1987.– № 2. — С. 10-15; № 5. — С. 22-26.
- Перші кроки в опануванні читання російською мовою // Початкова школа. — 1990. — № 7. — С. 32-36.
- Начальное обучение чтению в украинской школе // Русский язык в национальной школе. — 1990. — № 3. — С. 17-22
- Чи треба вчити молодших школярів читати невідомий текст? // Початкова школа. — 1991. — № 3. — С. 19-23.
- Читання вголос та читання мовчки // Початкова школа. — 1991. — № 4. — С. 22-26.
- Проблема багатомовності в початковому навчанні // Початкова школа. — 1992. — № 9-10. — С. 15-18.
- Робота над змістом твору // Початкова школа. — 1993. — № 11. — С. 16-19.
- Рідна мова та інші мови у школі // Початкова школа. — 1994. — № 5. — С. 34-38.
- Формування умінь розуміти текст // Рідні джерела. — 1999. — № 3. — С. 17-21.
- Побудова тексту підручника як фактор його читабельності // Проблеми сучасного підручника: Зб. наук. праць. — К., 2000. — Вип. 2. — С. 123—127.
- Проблеми мовної освіти в Україні // Рідні джерела. — 2002. — № 4. — С. 4-8.
- Пороговий рівень та шкільне навчання мови // Культура народов Причерноморья. — № 37. — Симферополь, Январь. 2003 г. — С. 338—343.
- Нове покоління підручників з мови // Проблеми сучасного підручника: Зб. наук. праць / Ін-т педагогіки АПН України. — К., 2003. — Вип. 3. — С. 243—247.
- Лінгвонародознавчий компонент змісту навчання у підручниках з мови // Проблеми сучасного підручника: Зб. наук. праць. — К., 2003. — Вип. 4.– С. 172—177.
- Застосування нових технологій на уроках читання // Рідні джерела. — 2003. — № 2. — С. 29-35.
- Комунікативне спрямування нових підручників з мови (Про роботу за підручником з російської мови для 4 класу шкіл з українською мовою навчання) // Початкова школа. — 2004. — № 9. — С. 22-27.
- Інформаційна грамотність як важлива ознака компетентності учня // Шлях освіти. — 2005. — № 4. — С. 34-38.
- Навчання мов у полікультурному освітньому просторі України // Вісник Черкаського університету. Серія «Педагогічні науки». — Черкаси, 2005. — Вип. 72. — С. 85-90.
- Учим выполнять жизненные роли, понимать культурно обусловленное поведение собеседника. Социокультурная линия содержания обучения русскому языку // Русская словесность в школах Украины. — 2006. — № 4.– С. 10-15.
- Шкільні програми для компетентнісно орієнтованого навчання російської мови у початкових класах // Початкова школа. — 2006. — № 12. — С. 46-50.
- Особливості компетентнісно орієнтованих підручників для початкового навчання російської мови // Проблеми сучасного підручника: Зб. наук. праць / Ін-т педагогіки АПН України. — К., 2006. — Вип. 6.– С. 283—293.
- Новое в предмете требует новых способов усвоения. Характеристика методов обучения русскому языку с учетом компетентной ориентированности образования. // Русская словесность в школах Украины. — 2007. — № 1.– С. 2-6.
- Формировать умения коллективной работы. Ключевые компетентностт и формы организации учебной деятельности учащихся // Русская словесность в школах Украины. — 2007. — № 3. — С. 2-7
- Содействовать эффективному решению жизненных проблем. Компетентностная парадигма образования и коммуникативная ориентированность обучения русскому языку // Русская словесность в школах Украины.– 2007.– № 4.– С. 12-15.
- К вопросу об изучении языковой личности младшего школьника // Ученые записки Таврического национального университета им. В. И. Вернадского. —. Серия «Филология». — Т. 20(59). № 4. — Симферополь, 2007. — С. 171—175.
- Умовно-мовленнєва діяльність та комунікативне використання мовлення у навчанні російської мови // Початкова школа. — 2007. — № 8. — С. 47-51.
- Необходимое условие демократизации образования. Вопросы учащихся и их роль в обучении языку // Русская словесность в школах Украины. — 2007. — № 5. — С. 5-8.
- Компетентнісне спрямування шкільних мовних курсів // Педагогічна і психологічна науки в Україні. — Т. 2. Дидактика, методика, інформаційні технології. — К.: Пед. думка, 2007. — 368.с. — С. 179—187.